# Stadtmauern von Mailand

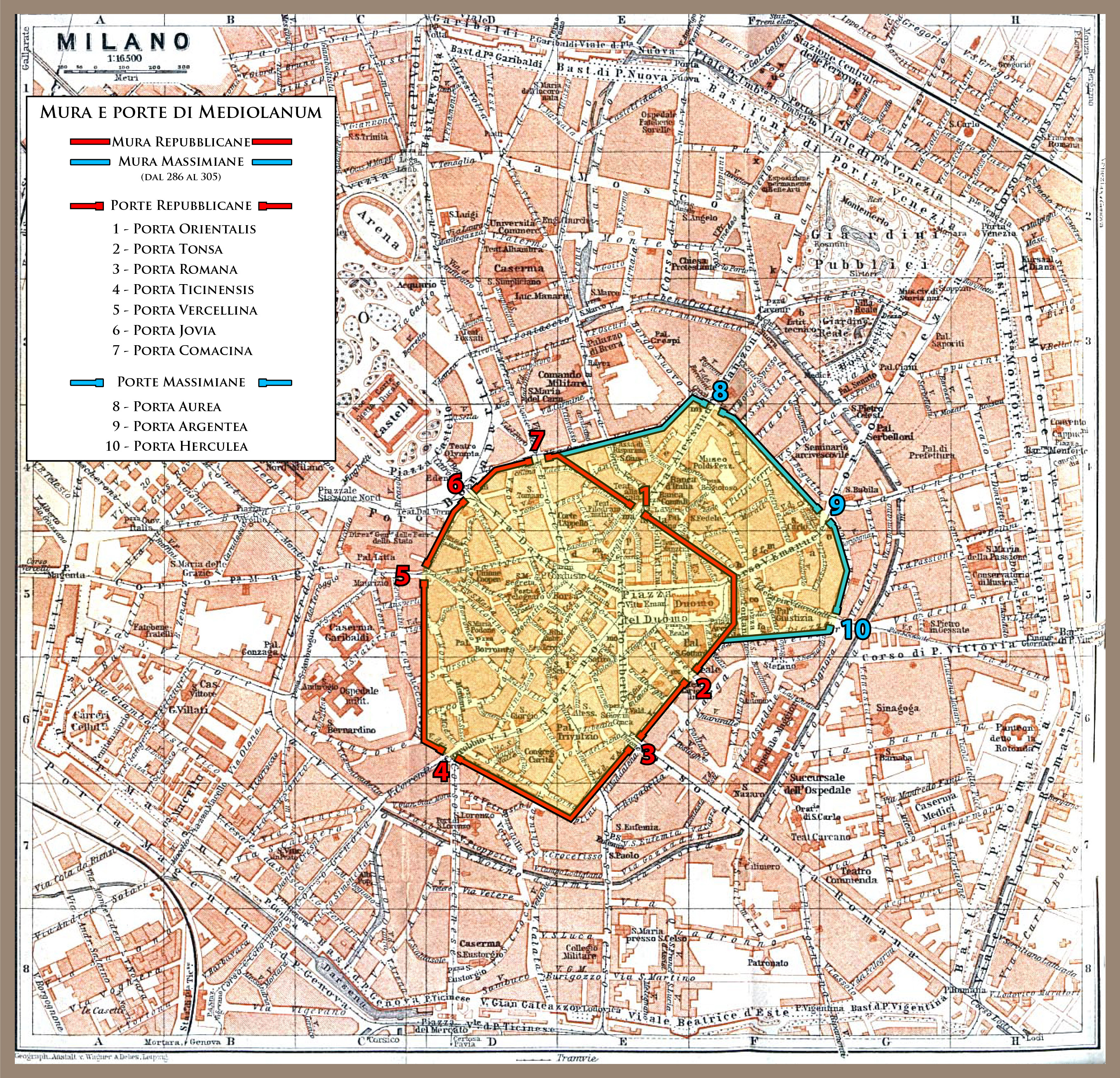
Die römischen Mauern von Mailand

Es gab drei Stadtmauern Mailands: die römische, die gegen Ende der Kaiserzeit eine Erweiterung erfuhr, die mittelalterliche und jene aus der Zeit der Herrschaft Spaniens. Von allen dreien sind wenige Überreste geblieben, allerdings haben sie Spuren im Straßensystem der Stadt hinterlassen.

## Geschichte
49 v. Chr. wurde Mediolanum zum Municipium ernannt und erhielt in der Folge seinen ersten Mauerkranz: ein Rechteck von etwa 700 m Seitenlänge mit Cardo und Decumanus und den heutigen Toren Porta Romana, Porta Ticinese, Porta Vercellina, Porta Orientale (oder Argentea) sowie Porta Jovia und Porta Cumana (oder Comacina bzw. Comensis) im Norden.

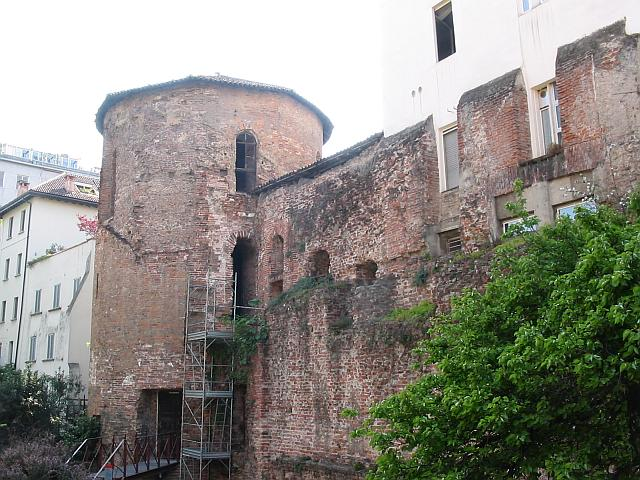
Rest der römischen Mauer

Unter Kaiser Diokletian wurde Mediolanum 286 Hauptstadt der weströmischen Reichshälfte und sein Mitkaiser Maximian ließ die Stadtmauern um etwa 1100 Hektar erweitern. Kleine Teile dieser 11 Meter hohen Mauer sind bis heute erhalten.
1156 begannen die Arbeiten an der mittelalterlichen Stadtmauer, zunächst als Holzpalisade mit tiefem Wassergraben. Nach der Einnahme der Stadt durch Friedrich Barbarossa (1162) begannen um 1171 die Arbeiten an einem neuen Mauerkranz mit sieben Haupttoren: Porta Ticinese, Porta Vercellina, Porta Giovia, Porta Comasina, Porta Romana, Porta Nuova und Porta Orientale. Daneben gab es zehn oder zwölf Nebentore. (Ein solches Nebentor wurde Pusteria genannt). Der mittelalterliche Stadtgraben hielt sich bis zum Anfang des 20. Jahrhunderts in Form eines Kanalsystems von Navigli, wurde aber in der Zwischenkriegszeit zugeschüttet und durch Straßen ersetzt. Erhalten geblieben ist die alte Porta Nuova.

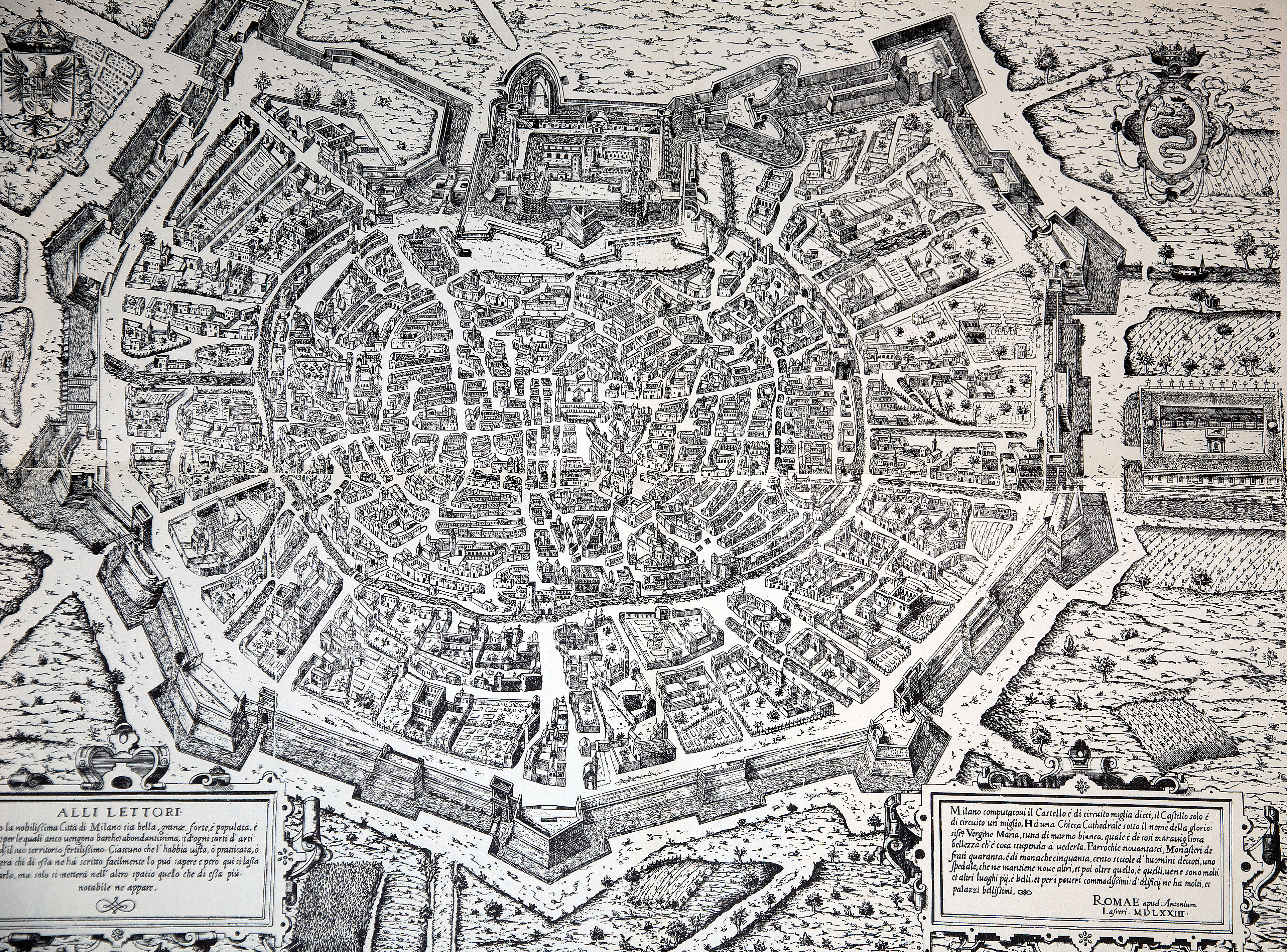
Mailand 1573

Die so genannten spanischen Mauern wurden auf Anordnung von Gouverneur Ferrante I. Gonzaga begonnen und 1560 vollendet.
1796 gab es elf Haupttore:
- Porta Romana
- Porta Tosa, heute Porta Vittoria

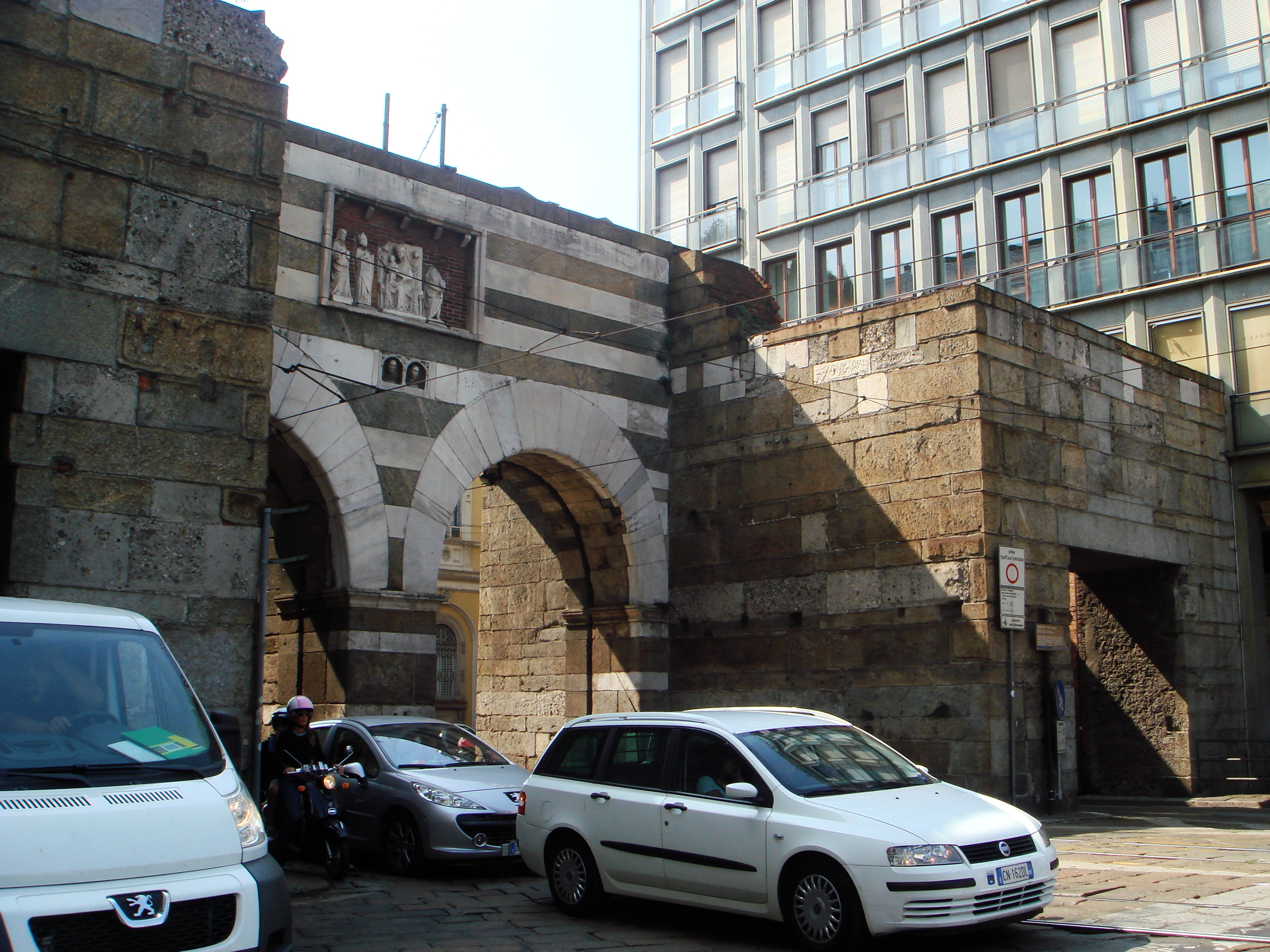
Die mittelalterliche Porta Nuova, 1861 umgestaltet

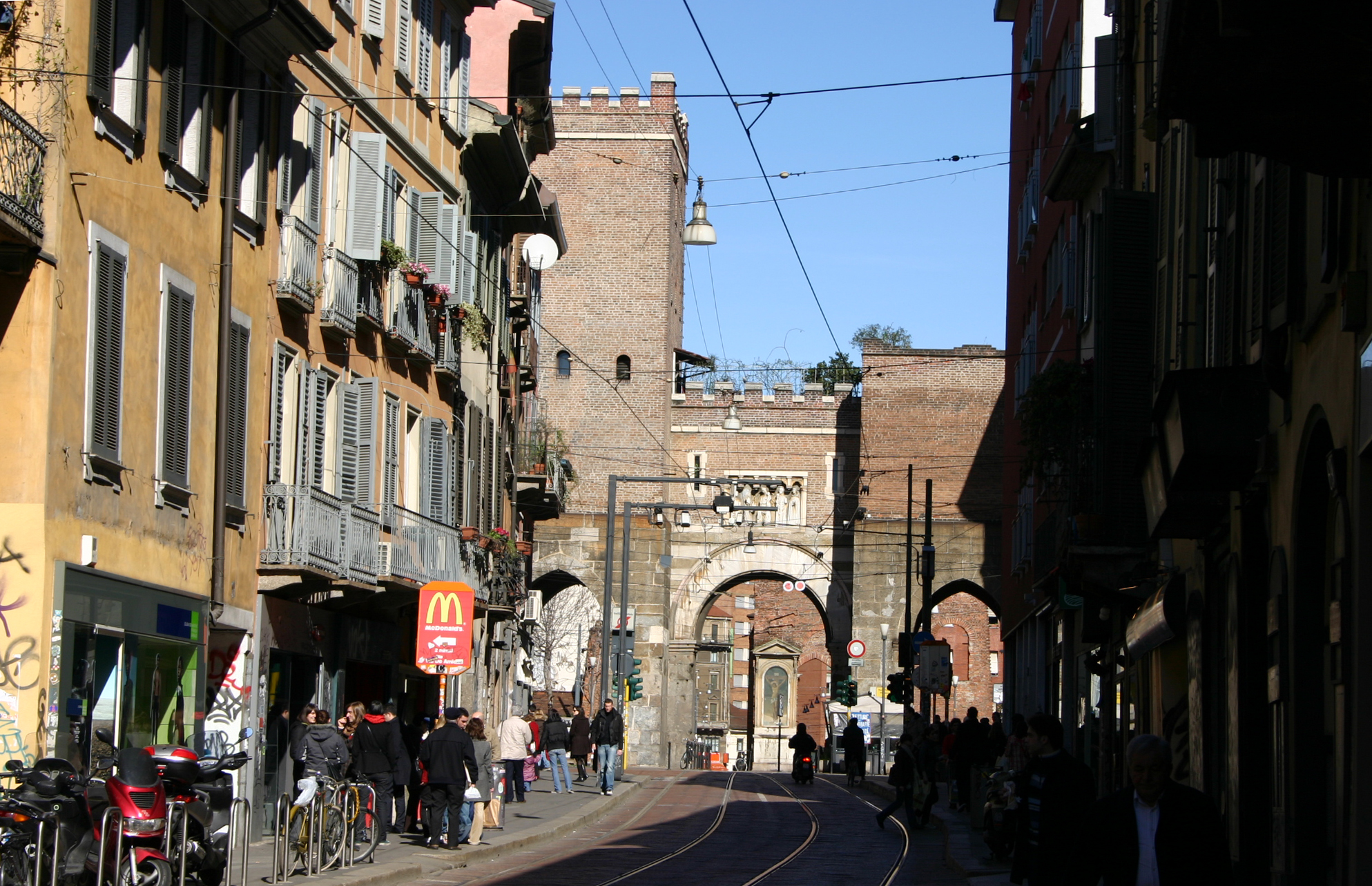
Die mittelalterliche Porta Ticinese, 1865 durch Camillo Boito umgestaltet

- Porta Orientale, seit 1860 Porta Venezia
- Porta Nuova
- Porta Comasina, seit 1860 Porta Garibaldi
- Porta Tenaglia, heute Porta Volta
- Porta Sempione, zuvor Porta Giovia
- Porta Vercellina, seit 1859 'Porta Magenta'
- Porta Ticinese, unter Napoleon 'Porta Marengo'
- Porta Lodovica
- Porta Vigentina

Im 18. Jahrhundert verloren die Stadtmauern ihren militärischen Wert und wurden in zunehmendem Maße zum Verkehrshindernis. Im 19. Jahrhundert begann dafür aber die monumentale (und verkehrsgerechtere) Ausgestaltung der Stadttore, beginnend mit der kurzen Zeit der napoleonischen Epoche, in der Mailand Hauptstadt Italiens war. Mit der Mailänder Stadterweiterung 1873 verloren die Stadttore ihre fiskalische Funktion als Verbrauchssteuergrenze. 1885 begann der Abriss der spanischen Bastionsbefestigungen, dem beispielsweise auch die Porta Vercellina zum Opfer fiel. Die Mehrzahl der Torbauten blieb aber erhalten. Zum Teil wurden auch mittelalterliche Tore im Sinn des Historismus umgestaltet.

## Weblinks

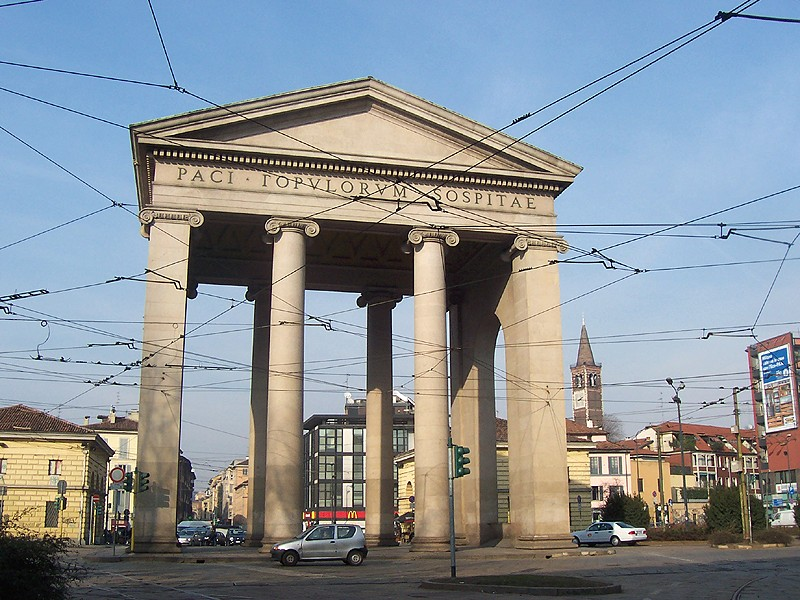
Die neoklassische Porta Ticinese von Luigi Cagnola (1801–1814)
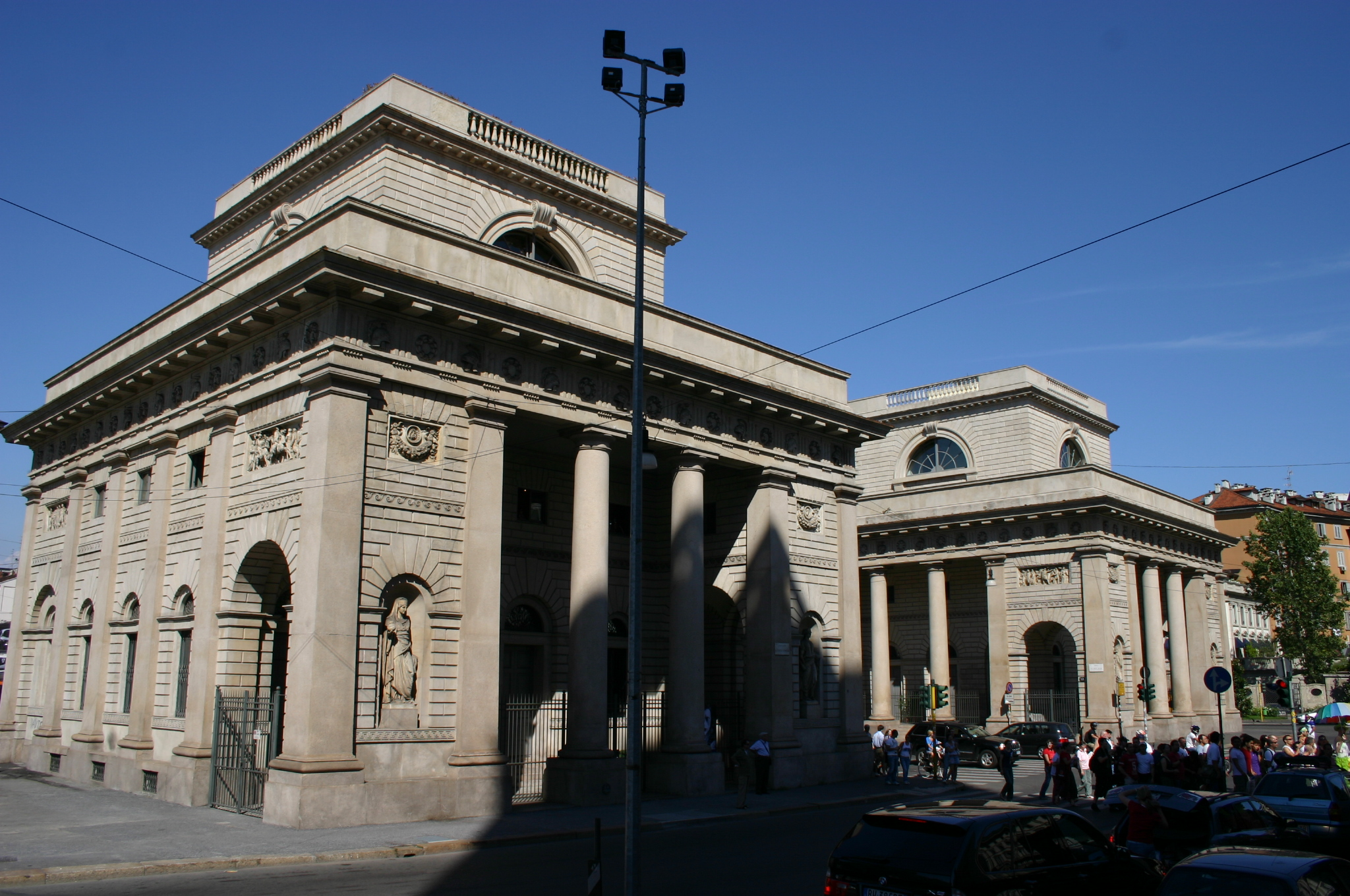
Porta Venezia (aus 1828)
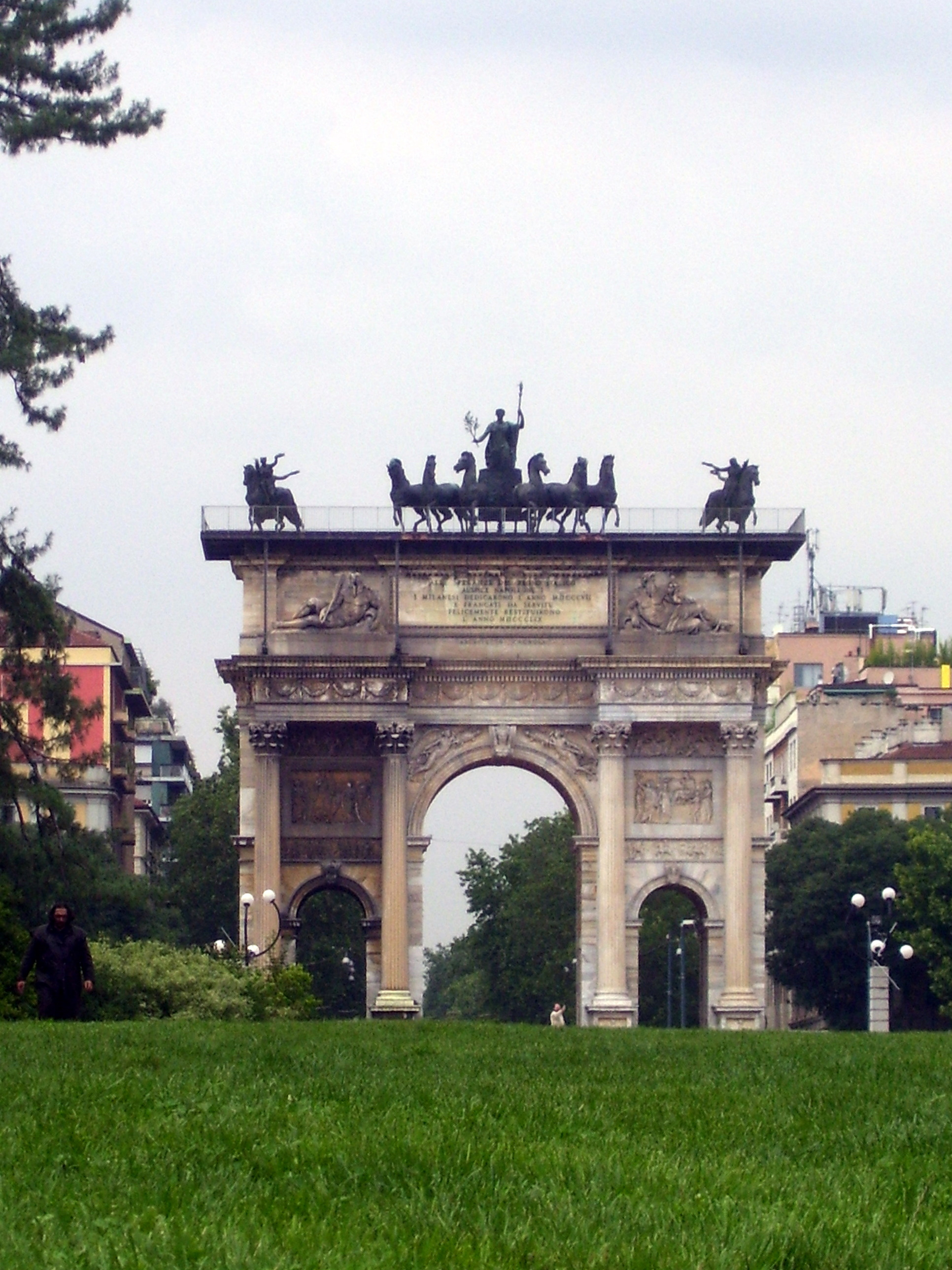
Das "Friedenstor" (Arco della Pace), Porta Sempione
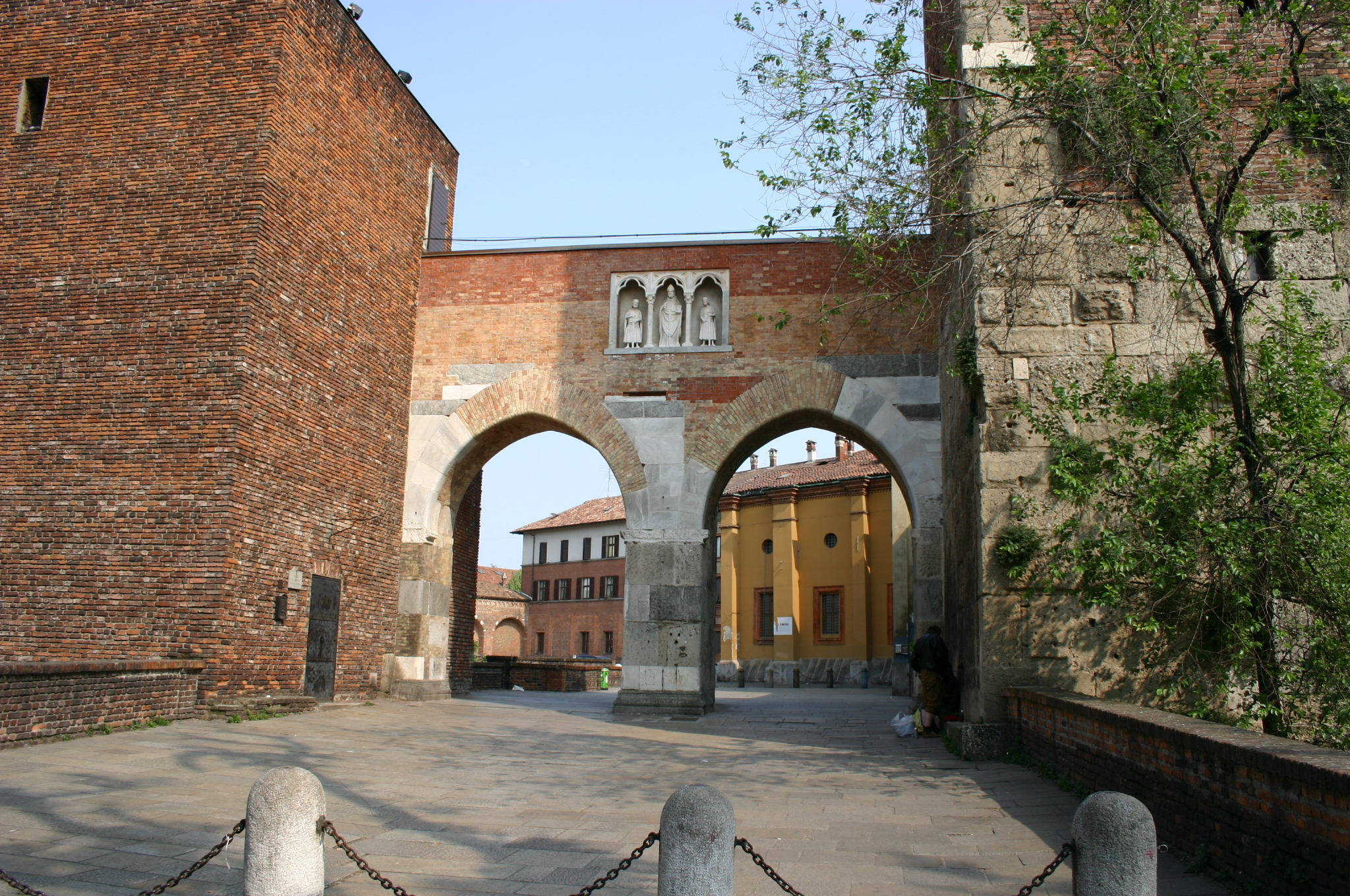
Pusteria di Sant'Ambrogio; Die aus 1939 stammende "Rekonstruktion" eines mittelalterlichen Stadttors